# Elin Holmlöv
Elin Holmlöv (* 5. August 1987 in Knivsta) ist eine ehemalige schwedische Eishockeyspielerin, die im Laufe ihrer Karriere unter anderem beim AIK Solna, der University of Minnesota-Duluth, Tornado Moskowskaja Oblast und der Segeltorps IF aktiv war. Dabei gewann Holmlöv zweimal den schwedischen Meistertitel und dreimal den IIHF European Women Champions Cup. Mit der schwedischen Nationalmannschaft gewann sie 2005 und 2007 jeweils die Bronzemedaille bei der Weltmeisterschaft.

## Karriere
Elin Holmlöv begann ihre Karriere beim Rimbo IF, bevor sie 2002 in die Frauenmannschaft des AIK Solna wechselte. Mit dieser wurde sie 2004 und 2005 schwedischer Meister und qualifizierte sich damit jeweils für die Teilnahme am IIHF European Women Champions Cup. Bei beiden Teilnahmen gewann der AIK den damals höchsten Eishockeywettbewerb für europäische Fraueneishockeyvereine.
Zwischen 2006 und 2009 studierte sie an der University of Minnesota-Duluth und spielte für deren Frauen-Eishockeyteam in der Western Collegiate Hockey Association (WCHA). 2008 gewann sie mit den Duluth Bulddogs die NCAA-Meisterschaft der Frauen. 2009 kehrte sie nach Schweden zurück, um sich besser auf die Olympischen Winterspiele 2010 vorbereiten zu können und spielte für den Segeltorps IF in der Riksserien. Mit dem SIF gewann sie 2010 die schwedische Meisterschaft.
In der Saison 2011/12 stand Holmlöv mit ihren Nationalteamkolleginnen Kim Martin und Danijela Rundqvist bei Tornado Moskowskaja Oblast in der russischen Profi-Fraueneishockeyliga unter Vertrag. Mit Tornado gewann Holmlöv 2012 und 2013 jeweils die russische Meisterschaft sowie 2012 den IIHF European Women Champions Cup.
2013 kehrte sie nach Schweden zurück, um eine Rehabilitation für eine Rückenverletzung zu beginnen, die sie schon 2006 geplagt hatte. Im Verlauf der Saison 2013/14 kehrte sie in den Spielbetrieb zurück und spielte zunächst für den Munksund-Skuthamns SK. In der folgenden Saison gewann sie mit dem AIK noch einmal die schwedische Vizemeisterschaft, ehe sie ihre Karriere beendete.

### International

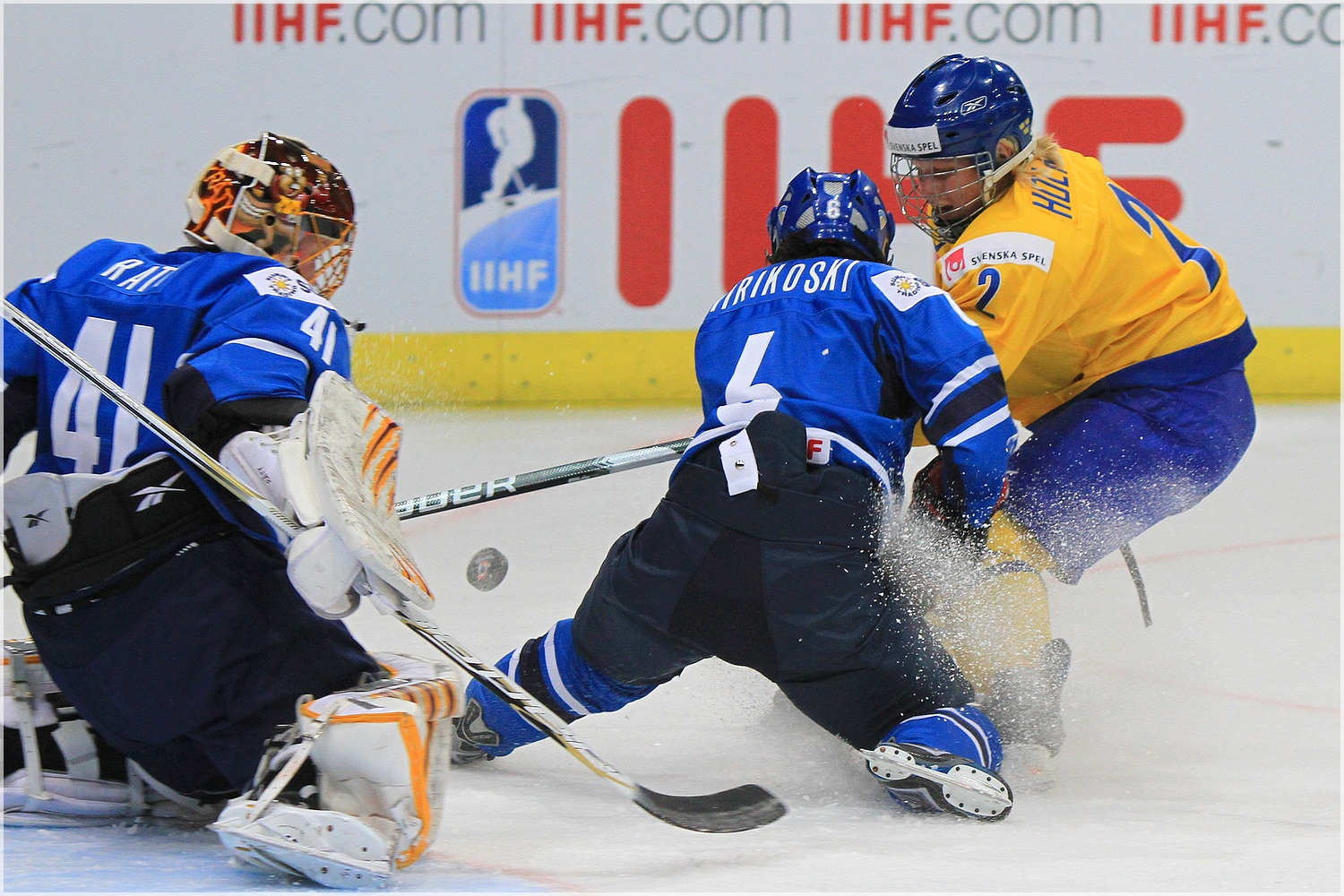
Elin Holmlöv (rechts) im Kampf um den Puck gegen Noora Räty und Jenni Hiirikoski

Elin Holmlöv nahm mit der schwedischen Frauen-Nationalmannschaft unter anderem an den Weltmeisterschaften 2005 in Schweden und 2007 in Kanada teil, wobei sie jeweils die Bronzemedaille gewann. Zudem war sie für die Olympischen Winterspiele 2006 in Turin nominiert, konnte jedoch aufgrund einer Rückenverletzung nicht am olympischen Eishockeyturnier teilnehmen.
Am 7. November 2008 schrieb Elin Holmlöv Geschichte, als sie beide Tore beim 2:1-Sieg der Schwedinnen über Kanada erzielte – dies war der erste Sieg des schwedischen Nationalteams gegen Kanada überhaupt.
In den Jahren 2009 und 2012 wurde Elin Holmlöv als Årets hockeytjej ausgezeichnet und war damit die erste Preisträgerin, die den Preis mehr als einmal erhielt.
Insgesamt erzielte sie 50 Tore in 167 Länderspielen für Schweden.

## Erfolge und Auszeichnungen
| - 2004 Schwedischer Meister mit dem AIK Solna - 2004 IIHF-European-Women-Champions-Cup-Gewinn mit dem AIK Solna - 2005 IIHF-European-Women-Champions-Cup-Gewinn mit dem AIK Solna - 2008 NCAA-Division-I-Championship mit der University of Minnesota Duluth - 2009 Årets hockeytjej - 2010 Schwedischer Meister mit Segeltorps IF | - 2012 IIHF-European-Women-Champions-Cup-Gewinn mit Tornado Moskowskaja Oblast - 2012 Russischer Meister mit Tornado Moskowskaja Oblast - 2012 Årets hockeytjej - 2013 Russischer Meister mit Tornado Moskowskaja Oblast - 2015 Schwedischer Vizemeister mit dem AIK Solna |

### International
- 2005 Bronzemedaille bei der Weltmeisterschaft
- 2005 Bronzemedaille bei der Weltmeisterschaft

## Karrierestatistik
(Legende zur Spielerstatistik: Sp oder GP = absolvierte Spiele; T oder G = erzielte Tore; V oder A = erzielte Assists; Pkt oder Pts = erzielte Scorerpunkte; SM oder PIM = erhaltene Strafminuten; +/− = Plus/Minus-Bilanz; PP = erzielte Überzahltore; SH = erzielte Unterzahltore; GW = erzielte Siegtore; 1 Play-downs/Relegation; Kursiv: Statistik nicht vollständig)